# Emil Artin
Emil Artin (Viena, 3 de março de 1898 — Hamburgo, 20 de dezembro de 1962) foi um matemático austríaco.
De 1919 a junho de 1921, Emil interessou-se especialmente pelo estudo da matemática na Universidade de Leipzig. Seu professor principal foi Gustav Herglotz, que também foi o orientador de sua tese. Adicionalmente, Emil frequentou cursos de química e vários campos da física, incluindo mecânica, teoria quântica, teoria maxwelliana, radioatividade e astrofísica. Em junho de 1921 obteve um doutorado, com a tese Quadratische Körper im Gebiete der höheren Kongruenzen.
Iniciou sua carreira na Alemanha, na Universidade de Göttingen e depois, em 1923, passou para a Universidade de Hamburgo.
A ameaça nazista o obrigou a emigrar para os Estados Unidos em 1937 onde estudou na Universidade de Indiana (1938-1946) e na Universidade de Princeton (1946-1958). 

## Publicações selecionadas
- Collected papers. Addison-Wesley, 1965 (Lang, Tate Eds.)
- Quadratische Körper im Gebiete der höheren Kongruenzen. 1921 (Doktorarbeit). In: Mathematische Zeitschrift, Vol. 19, 1924, p. 153–246
- Über eine neue Art von L-Reihen. Abh. Math. Seminar Hamburg 1923
- Beweis des allgemeinen Reziprozitätsgesetzes. Abh. Math. Seminar Hamburg 1927
- Galoistheorie. Deutsch-Taschenbücher, Thun, 3. Auflage 1988 (em inglês Galois theory. 1942)
- Rings with minimum condition. (1948) com Cecil J. Nesbitt e Robert M. Thrall
- Geometric algebra. 5. Auflage, Interscience 1966 (primeira Ed. 1957)
- Class field theory. 1967, com John T. Tate (Vorlesungen 1951/2)
- Algebraic numbers and algebraic functions. Nelson 1968
- Introduction to algebraic topology. Columbus/Ohio, Merrill 1969 (entsprechende Hamburger Vorlesungen mit Hel Braun 1964 im Selbstverlag herausgegeben)
- Algebra 1,2. Universität Hamburg 1961/2
- Elements of algebraic geometry. Courant Institute, New York 1955
- Einführung in die Theorie der Gammafunktion. Teubner 1931

Algumas de suas publicações estão disponíveis online, por exemplo:
- Artin: Über Zetafunktion gewisser algebraischer Zahlkörper.[ligação inativa] In: Mathematische Annalen, 1923
- Artin, Hasse: Über den zweiten Ergänzungssatz zum Reziprozitätsgesetzt der l-ten Potenzreste im Körper k der l-ten Einheitswurzeln und in Oberkörpern von k.[ligação inativa] In: Journal reine angewandte Math., 1925
- Artin: Galois Theory. Notre Dame Lecture Notes